# Nocny Kochanek
Nocny Kochanek – polski zespół heavymetalowy założony w Warszawie w 2012 roku.
Muzykę grupy określa się mianem tradycyjnego heavy metalu typowego dla takich zespołów jak Iron Maiden i Judas Priest. Przez krytyków muzycznych ich twórczość określana jest również jako podobna do utworów takich zespołów jak Avenged Sevenfold, AC/DC, Scorpions, Helloween, Dio, Edguy, Primal Fear, czy DragonForce. Cechą charakterystyczną twórczości zespołu są prześmiewcze i humorystyczne teksty utworów, które, jak twierdzą członkowie formacji, są inspirowane zdarzeniami i sytuacjami „z życia wziętymi”.

## Historia

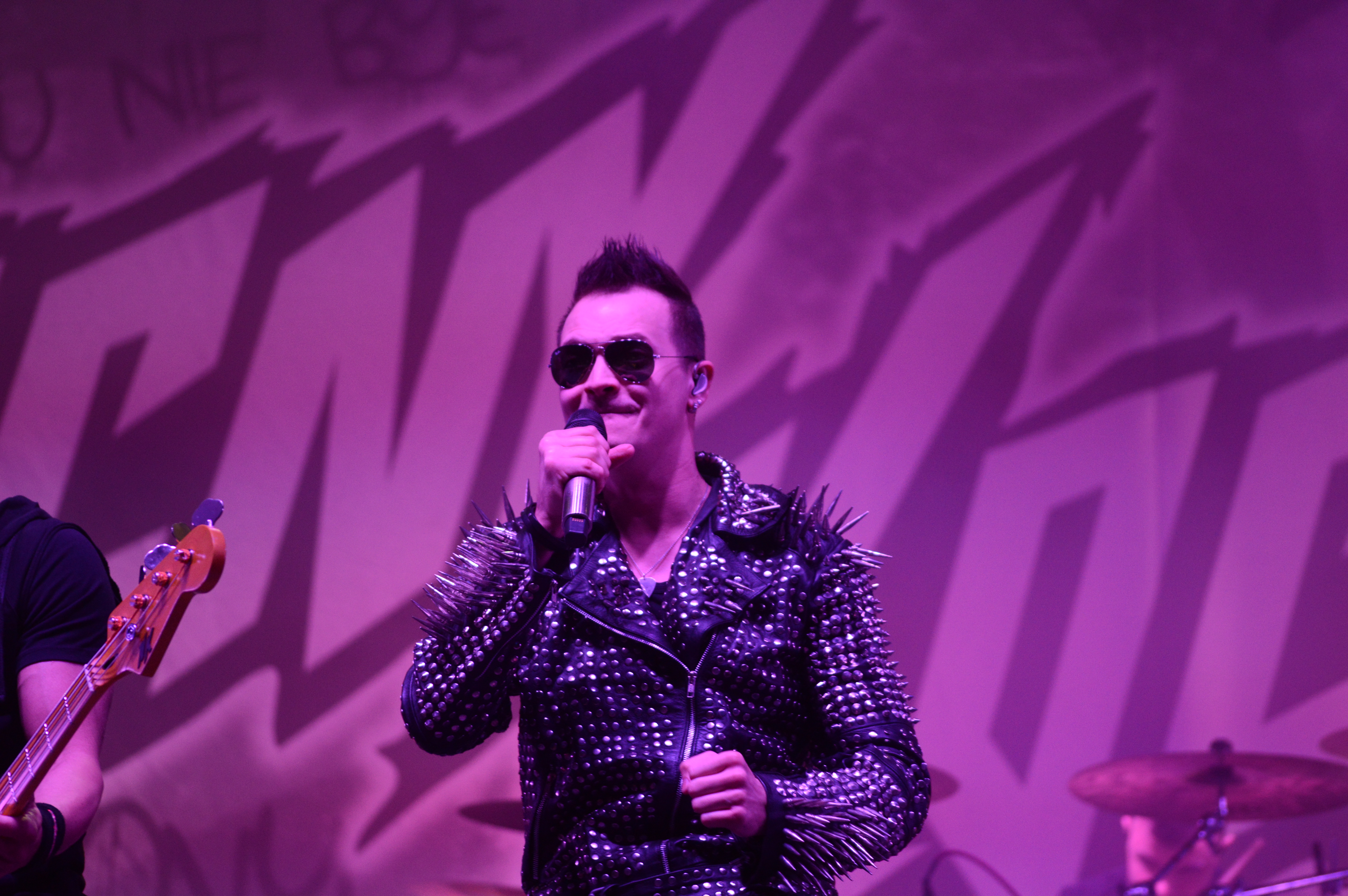
Wokalista Krzysztof Sokołowski

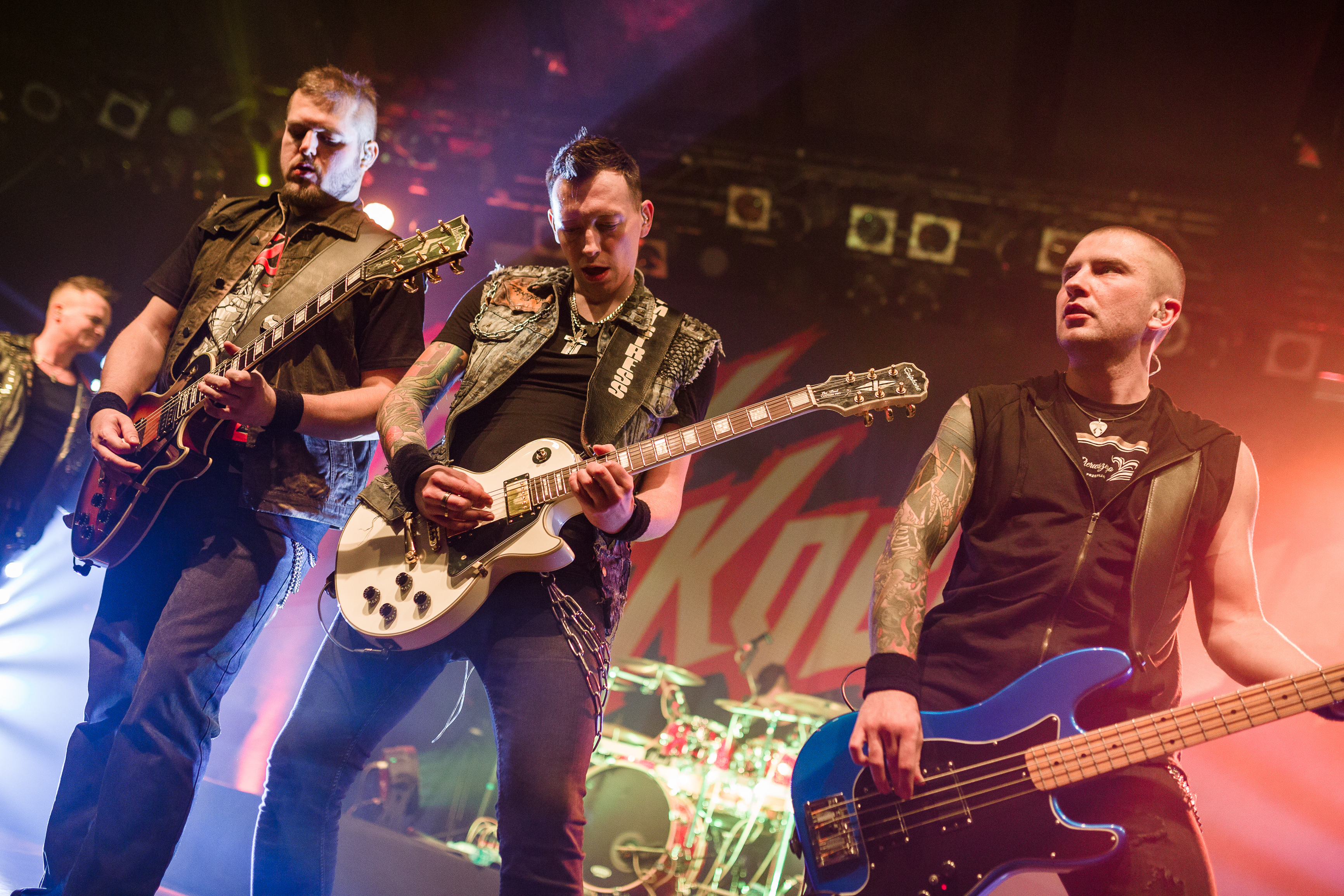
Od lewej: gitarzysta Robert „Kazon” Kazanowski, gitarzysta Arkadiusz Majstrak i basista Artur Pochwała

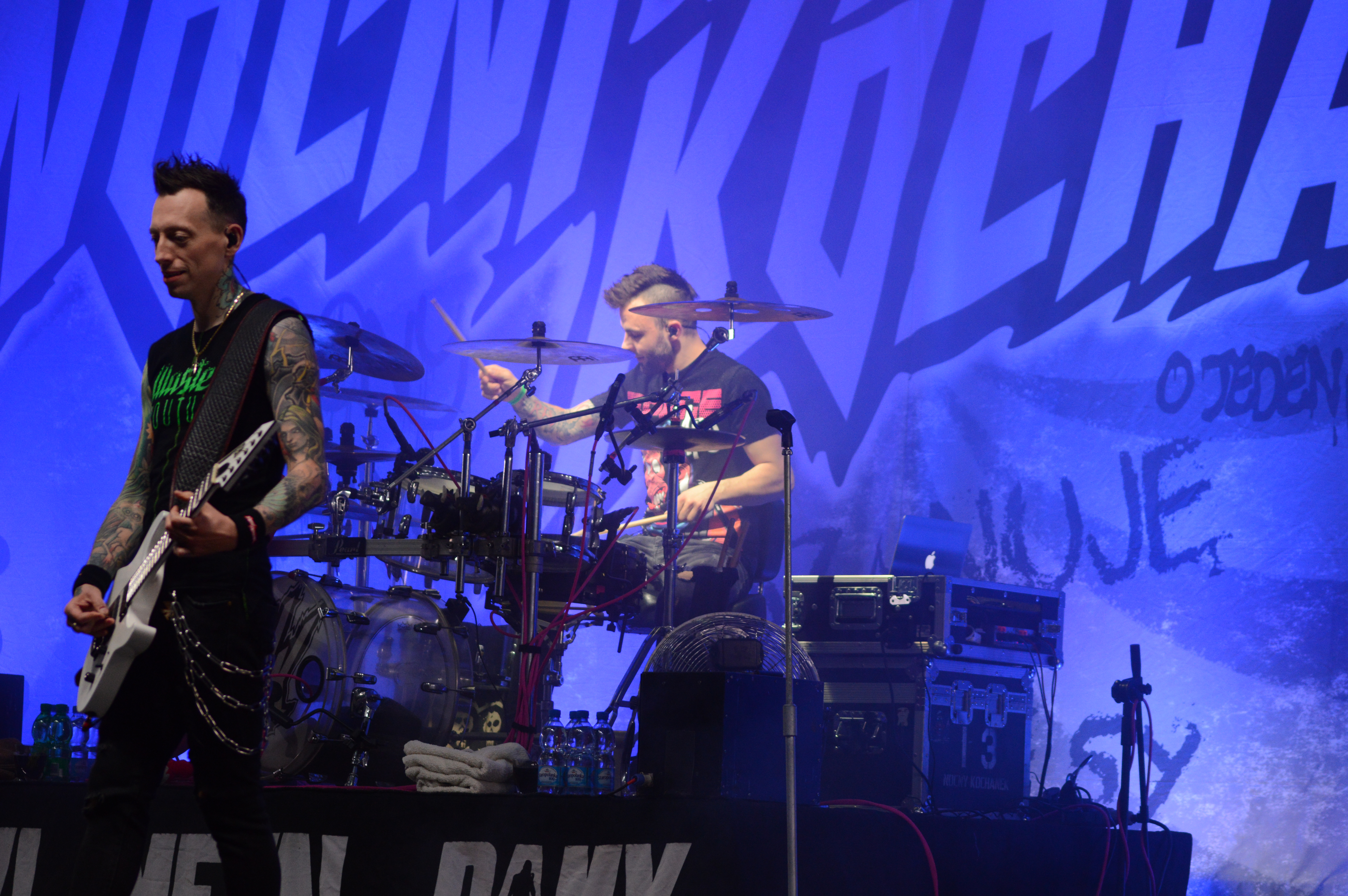
Od lewej: gitarzysta Arkadiusz Majstrak i perkusista Artur Żurek

Grupę tworzą muzycy Night Mistress. Nazwę członkowie zawdzięczają Bartoszowi Walaszkowi – reżyserowi serialu animowanego „Kapitan Bomba”, w której wielokrotnie można było usłyszeć utwory Night Mistress. W jednym z odcinków formacja wystąpiła pod szyldem Nocny Kochanek, będącym prześmiewczym tłumaczeniem nazwy Night Mistress. To wydarzenie uznawane jest za datę początku działalności kwintetu. W 2012 roku zespół nagrał utwór do pełnometrażowego filmu o przygodach Kapitana Bomby Zemsta Faraona – zatytułowany „Minerał Fiutta”.
6 listopada 2015 roku zespół wydał swój debiutancki album studyjny, zatytułowany Hewi Metal. W 2016 roku formacja wystąpiła na XXII Przystanku Woodstock na scenie „Viva Kultura” w pokojowej wiosce Kriszny. 13 stycznia 2017 ukazał się drugi album studyjny grupy, Zdrajcy metalu. W tym samym roku grupa wygrała eliminacje do XXIII Przystanku Woodstock i wystąpiła na Dużej Scenie, otwierając trzeci dzień koncertów. Podczas festiwalu zespół wsparł też kampanię społeczną „Muzyka Przeciwko Rasizmowi” Stowarzyszenia „Nigdy Więcej”. Pod koniec 2017 roku, 19 listopada, do sprzedaży trafił pierwszy album koncertowy Nocnego Kochanka, Przystanek Woodstock Live 2017, zawierający zawarty na płytach CD i DVD zapis koncertu zespołu na Dużej Scenie XXIII Przystanku Woodstock. W 2019 roku na Pol’and’Rock Festivalu (dawnym Przystanku Woodstock) zespół zadeklarował dalszą współpracę i wsparcie dla akcji „Muzyka Przeciwko Rasizmowi”.
W kwietniu 2018 roku Nocny Kochanek otrzymał cztery statuetki podczas Gali Płyty Rocku 2017 Antyradia we wszystkich kategoriach, w których była nominowana: Zespół Rocku, Płyta Rocku (Zdrajcy metalu), Przebój Rocku („Dżentelmeni Metalu”) oraz Wokalista Rocku (Krzysztof Sokołowski). W trakcie uroczystości zespół odebrał również złotą płytę za album Zdrajcy metalu. 28 czerwca 2018 roku wydany został drugi album koncertowy zespołu, Noc z Kochankiem, mający postać 2CD+DVD i zawierający zapis koncertu, który odbył się 3 lutego 2018 roku w warszawskim klubie Progresja. 3 sierpnia 2018 roku, jako laureat Złotego Bączka, grupa wystąpiła po raz drugi na dużej scenie Pol’and’Rock Festivalu. Niektóre źródła podają informacje o rekordzie frekwencji.
11 stycznia 2019 roku zespół wydał trzeci album studyjny Randka w ciemność, przy dystrybucyjnym wsparciu Wydawnictwa Agora. Płyta osiągnęła status platynowej płyty w kwietniu 2022 roku. 13 kwietnia 2019 z okazji pierwszego, oficjalnego Record Store Day w Polsce, zespół Nocny Kochanek wydał specjalny 7-calowy singel, na którym znalazły się dwa utwory: pierwszy z nich, to znany z serwisu YouTube Tribjut, czyli interpretacja przeboju Tenacious D. Drugim jest specjalnie nagrana z tej okazji akustyczna wersja utworu Andrzela. Nakład singla jest limitowany i wynosi 300 egzemplarzy. 6 czerwca 2019 roku w sprzedaży znalazł się trzeci album koncertowy Nocnego Kochanka, Festiwal Pol’and’Rock 2018, mający postać CD+DVD lub 2LP i będący zapisem koncertu grupy na Pol’and’Rock Festivalu w poprzednim roku.
W kwietniu 2019 roku Nocny Kochanek uhonorowany został statuetkami w kategorii Zespół Rocku oraz Wokalista Rocku (Krzysztof Sokołowski) podczas Gali Płyty Rocku Antyradia. Podczas imprezy zespołowi wręczone zostało wyróżnienie – platynowa płyta – za album Zdrajcy metalu. 3 października 2020 roku Nocny Kochanek otrzymał Fryderyka w kategorii Album roku – metal za album Randka w ciemność.
W marcu 2020 roku zespół odebrał statuetkę „Zespół Rocku” w corocznym plebiscycie „Płyta Rocku Antyradia”.
25 września 2020 roku ukazał się album Alkustycznie, zawierający dziesięć utworów zespołu w aranżacjach akustycznych. Album był rozwinięciem zamieszczonego w serwisie YouTube 1 maja 2020 roku domowego koncertu zespołu, na którym zagrane zostały akustyczne wersje pięciu utworów i który zrealizowano z powodu braku możliwości grania typowych koncertów w związku z pandemią COVID-19.
W maju 2021 roku singel „Koń na Białym Rycerzu” osiągnął status złotej płyty.
24 września 2021 roku premierę miał album Stosunki międzynarodowe, zawierający covery utworów z repertuaru znanych zagranicznych wykonawców muzyki rockowej i metalowej z tekstami przetłumaczonymi na język polski przez wokalistę Nocnego Kochanka Krzysztofa Sokołowskiego.
W marcu 2022 roku w ramach plebiscytu „Płyty Rocku Antyradia” zespół odebrał statuetki w następujących kategoriach: „Zespół Rocku - Polska”, „Przebój Rocku - Polska” za utwór „Nocny Pociąg” oraz „Wokalista Rocku - Polska” dla Krzyśka Sokołowskiego.
23 sierpnia 2022 roku Nocny Kochanek zagrał w krakowskiej Tauron Arenie jako gość specjalny zespołu Sabaton, poprzedzając ich występ. Krzysiek Sokołowski wykonał ze Szwedami gościnnie utwór „Krótki Lont”, będący specjalnie przygotowaną przez Nocnego Kochanka na tę okazję interpretacją „Gott mit Uns” z polskim, humorystycznym tekstem. 23 września tego roku odbyła się premiera czwartego albumu studyjnego zespołu, O jeden most za daleko.
W styczniu 2024 zespół odebrał złote płyty za albumy: O jeden most za daleko oraz Stosunki międzynarodowe oraz platynową płytę za Hewi Metal .
29 listopada, w ramach Black Friday / Record Store Day ukazała się 10-calowa płyta winylowa Pięć na Dziesięć. Na nośniku znajduje się 5 utworów Nocnego Kochanka w wersji live, po jednym z każdego autorskiego albumu. Ten sam materiał znalazł się również na pierwszej w historii zespołu kasecie magnetofonowej, która również została wydana tego dnia. Nakład płyty i kasety jest limitowany .
21 stycznia 2025 grupa wydała koncepcyjny album Urwany film. Rownolegle zespół udostępnił w serwisie YouTube film o tym samym tytule, złożony z wideoklipów do każdego z utworów z tej płyty. Scenariusz napisał wokalista Nocnego Kochanka — Krzysiek Sokołowski, a realizacją zajął się Maciej Karbowski. Wcześniej w kinach w kilku miastach Polski odbyły się przedpremierowe pokazy filmu. W produkcji, oprócz samego zespołu, wystąpili m.in.: Krzysztof Brzazgoń, Joanna Kołaczkowska, Tomasz Karolak, Sebastian Stankiewicz, Krzysztof Skiba, Arkadiusz Jakubik, Michał Wiśniewski, Ten Typ Mes, Ewa Zakrzewska i Kamil Lemieszewski .
28 lutego zespół rozpoczął trasę 10 na 10 złożoną z 10 koncertów halowych w 10 miastach Polski z okazji jubileuszu 10-lecia Nocnego Kochanka .

## Dyskografia

### Albumy studyjne
| Tytuł                  | Dane dotyczące albumu                                                                          | Pozycja na liście | Certyfikat             | Sprzedaż       |
| Tytuł                  | Dane dotyczące albumu                                                                          | POL               | Certyfikat             | Sprzedaż       |
| ---------------------- | ---------------------------------------------------------------------------------------------- | ----------------- | ---------------------- | -------------- |
| Hewi Metal             | - Data premiery: 6 listopada 2015 - Wydawca: Hand2Band - Format: CD LP                         | 8                 | - POL: platynowa płyta | - POL: 30 000+ |
| Zdrajcy metalu         | - Data premiery: 13 stycznia 2017 - Wydawca: wydanie własne, Sonic Records - Format: CD LP     | 2                 | - POL: platynowa płyta | - POL: 30 000+ |
| Randka w ciemność      | - Data premiery: 11 stycznia 2019 - Wydawca: wydanie własne, wydawnictwo Agora - Format: CD LP | 1                 | - POL: platynowa płyta | - POL: 30 000+ |
| O jeden most za daleko | - Data premiery: 23 września 2022 - Wydawca: wydanie własne - Format: CD LP                    | 1                 | - POL: złota płyta     | - POL: 15 000+ |
| Urwany film            | - Data premiery: 21 luty 2025 - Wyawca: - Format: CD                                           | -                 | -                      | -              |

### Albumy koncertowe
| Tytuł                          | Dane dotyczące albumu                                                                                      | Pozycja na liście | Sprzedaż |
| Tytuł                          | Dane dotyczące albumu                                                                                      | POL               | Sprzedaż |
| ------------------------------ | --- | ----------------- | -------- |
| Przystanek Woodstock Live 2017 | - Data premiery: 16 listopada 2017 - Wydawca: Złoty Melon - Format: CD + DVD, 2LP                          | –                 | –        |
| Noc z Kochankiem               | - Data premiery: 28 września 2018 - Wydawca: wydanie własne, Sonic Records - Format: 2CD + DVD, digital HD | –                 | –        |
| Festiwal Pol’and’Rock 2018     | - Data premiery: 6 czerwca 2019 - Wydawca: Złoty Melon - Format: CD + DVD, 2LP                             | –                 | –        |

### Inne albumy
| Tytuł                   | Dane dotyczące albumu | Pozycja na liście | Certyfikat       | Sprzedaż     |
| Tytuł                   | Dane dotyczące albumu | POL               | Certyfikat       | Sprzedaż     |
| ----------------------- | --- | ----------------- | ---------------- | ------------ |
| Alkustycznie            | - Data premiery: 25 września 2020 - Wydawca: wydanie własne - Format: digital download - Informacje dodatkowe: Album z akustycznymi wersjami utworów | 29                | –                | –            |
| Stosunki międzynarodowe | - Data premiery: 24 września 2021 - Wydawca: wydanie własne, e-Muzyka - Format: CD - Informacje dodatkowe: Album z coverami                          | 2                 | POL: złota płyta | POL: 15 000+ |

### Single
| Tytuł                                      | Dane dot. albumu                                                         | Pozycja na liście | Sprzedaż |
| ------------------------------------------ | ------------------------------------------------------------------------ | ----------------- | -------- |
| Tribjut / Andrzela - Record Store Day 2019 | - Data premiery: 13 kwietnia 2019 - Wydawca: wydanie własne - Format: EP | –                 | –        |

## Trasy koncertowe
- Hewi Metal Pany (2016)[68]
- Zdrajcy Metalu Tour (2017–2018)[69][70]
- Trasa w Ciemność (2019)[58]
- Stosunkowo Udana Trasa (2021–2022)[71][72]
- Prawie Kulturalna Trasa (2022)[73]
- O Jeden Koncert Za Daleko Tour (2022)[74]
- O Jeden Koncert Za Daleko - EuroTrip (2023)[75]
- O Jeden Koncert Za Daleko Część 2 (2023)[76]